# Campodorus dauricus
Campodorus dauricus är en stekelart som beskrevs av Dmitriy R. Kasparyan 2005. Campodorus dauricus ingår i släktet Campodorus och familjen brokparasitsteklar. Inga underarter finns listade.